# Aristolochia bodamae
Aristolochia bodamae är en piprankeväxtart som beskrevs av Dingler. Aristolochia bodamae ingår i släktet piprankor, och familjen piprankeväxter. Inga underarter finns listade i Catalogue of Life.